# Kotgiyal, Bhalki
Kotgiyal là một làng thuộc tehsil Bhalki, huyện Bidar, bang Karnataka, Ấn Độ.